# Telchinia comor
Telchinia comor is een vlinder uit de familie van de Nymphalidae. De wetenschappelijke naam van de soort is voor het eerst voorgesteld door Jacques Pierre in een publicatie uit 1992.
De soort komt voor op de Comoren.